# ZF Sachs AG

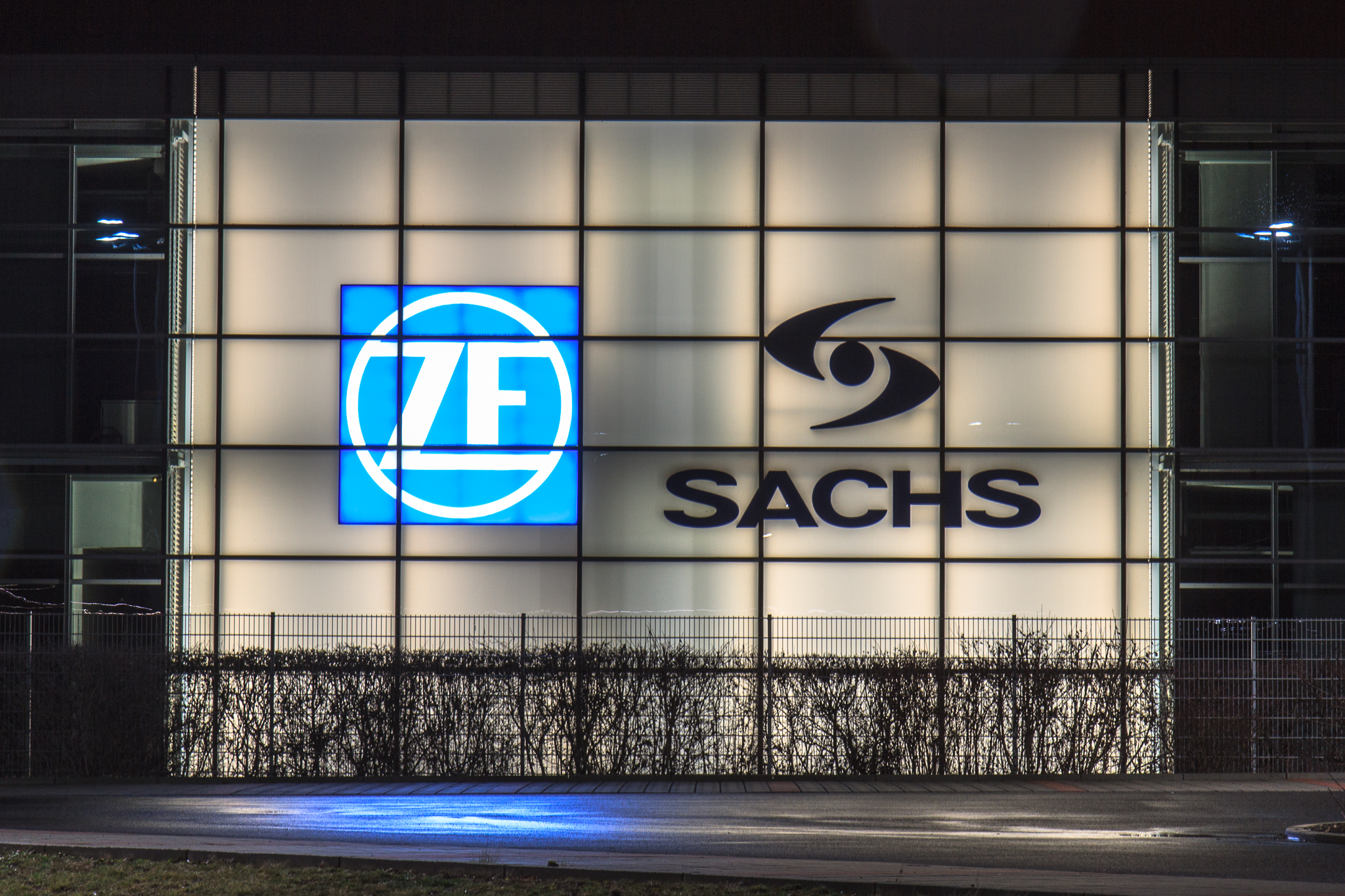
Fabriken i Schweinfurt.

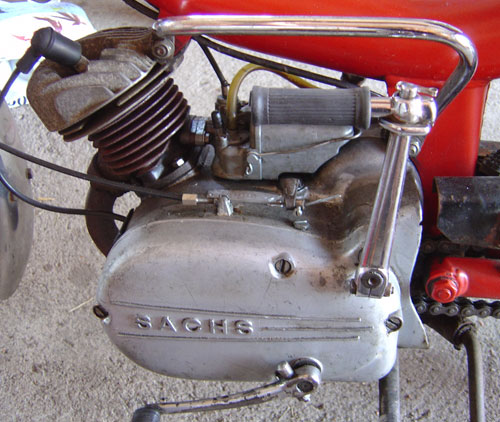
Mopedmotor från Sachs.

ZF Sachs AG, tidigare Fichtel & Sachs, är ett tyskt industriföretag i Schweinfurt. Det är en betydande leverantör av komponenter till fordonsindustrin. Sedan 2001 ägs företaget av ZF Friedrichshafen AG.

## Historia
Företaget grundades 1895 som Schweinfurter Präzisions-Kugellagerwerke Fichtel & Sachs av Ernst Sachs och Karl Fichtel. År 1903 lanserades det än idag i stora upplagor tillverkade Torpedonavet för cyklar, vilket inledde en stor tillväxtera. Fichtel & Sachs började tillverka motorer, stötdämpare och kopplingar för den tyska fordonsindustrin. Man tillverkade också två, tre och fyraväxlade mopedmotorer som användes av många mopedmärken i Sverige från mitten av femtiotalet till en bit in på åttiotalet. Det förekom även en automatväxlad motor som hette Saxonette. Mopedmotorerna är kända för tillförlitlighet och skramlig gång. Även större motorer som satt på flera svenska och utländska motorcyklar tillverkades av Fichtel & Sachs.
År 1932 övertog Willy Sachs ledningen av företaget. Han överlät i praktiken ledningen av företaget på direktörerna Heinz Kaiser, Rudolf Baier och Michael Schlegelmilch som under 1930-talet hade 7000 anställda. År 1945 inledde företaget en återhämtning efter andra världskriget och fick fortsatta framgångar. 1958 tog Ernst Wilhelm Sachs över ledningen av företaget och ägde det tillsammans med sin bror Gunter Sachs. Ledning av företaget blev ingen framgångshistoria och efter felsatsningar och förluster lämnade Ernst Wilhelm Sachs företagsledningen 1967. Företaget invigde 1969 en ny stor fabrik - Werk Süd. 
Tillsammans med brodern sålde Ernst Wilhelm Sachs företaget 1976 till den brittiska koncernen GKN men köpet stoppades av Tysklands konkurrensverk. Istället sålde Ernst Wilhelms Sachs döttrar efter hans död, Ernst Wilhelm avled i en skidolycka 1977, företaget tillsammans med Gunter Sachs till Mannesmann 1987.
Man har under många år växt genom företagsköp och nya fabriksanläggningar har byggts över hela världen. År 2001 antog koncernen det namnet ZF Sachs efter ett uppköp av ZF Friedrichshafen AG. 2011 gick ZF Sachs upp i moderbolaget  ZF Friedrichshafen AG och är idag varumärket Sachs, med produkter inom koppling och stötdämpning. 

## Övrigt
Willy-Sachs-Stadion i Schweinfurt har fått sin namn efter företagets ledare Willy Sachs.